# Lomandroideae

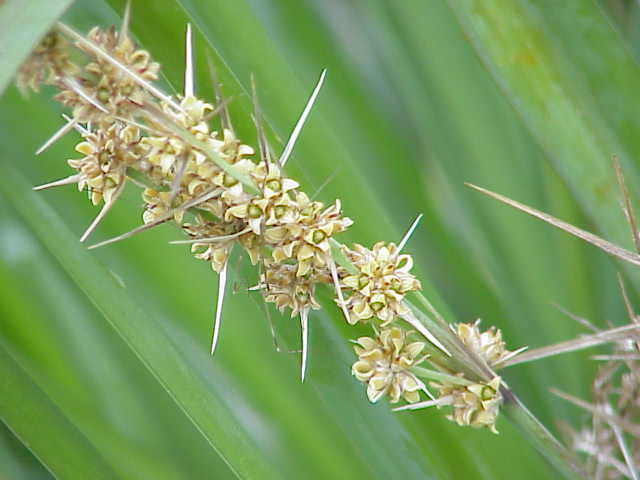
Inflorescência de Lomandra filiformis.

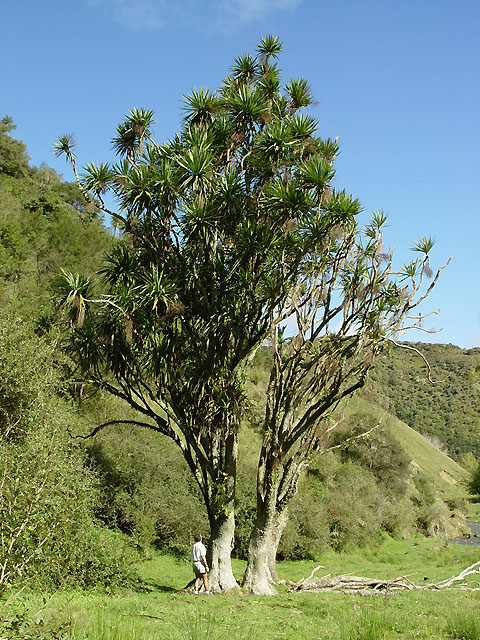
Hábito arbóreo de um exemplar de Cordyline australis particularmente grande.

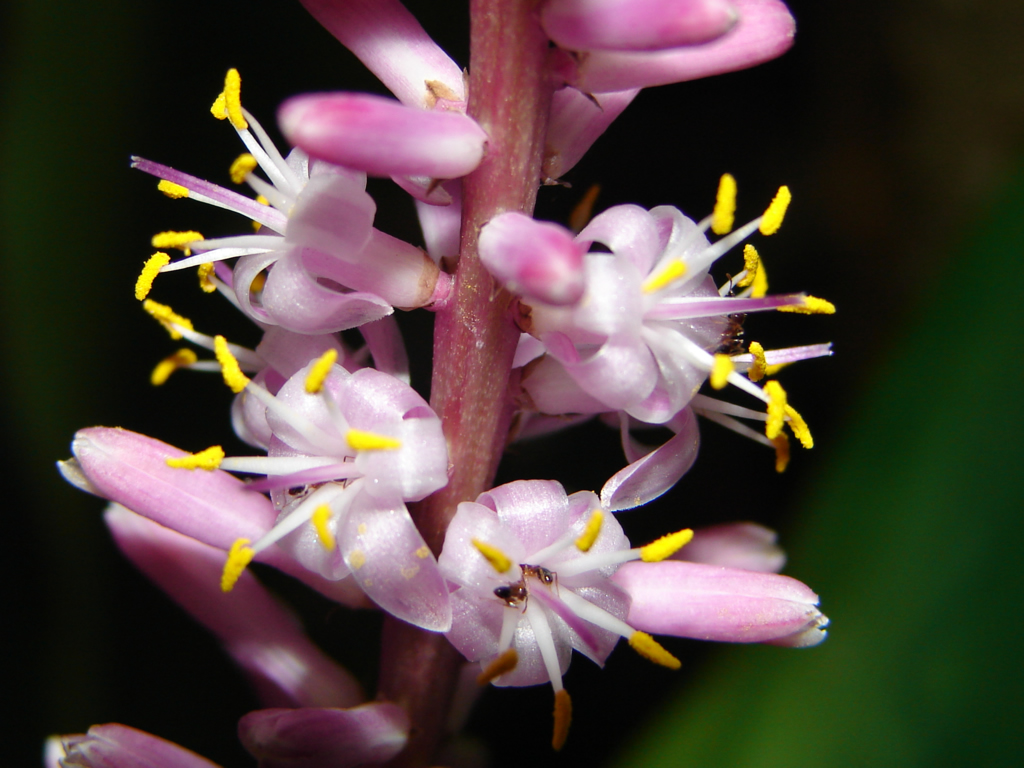
Flores de Cordyline fruticosa.

Lomandroideae (ex-Laxmanniaceae) é uma subfamília de plantas com flor monocotiledóneas da família Asparagaceae, que inclui cerca de 178 espécies, distribuídas por 15 géneros, com centro de diversidade na Austrália. Na classificação clássica, pertenciam à família das Liliaceae. Várias espécies, com destaque para as do género Cordyline, são cultivadas como plantas ornamentais nas regiões tropicais e subtropicais.

## Descrição
Morfologia e número cromossómico
Os membros da subfamília Lomandroideae são maioritariamente plantas herbáceas perenes ou, em menor número, plantas lenhosas de porte arbustivo ou arbóreo. Apesar de atingirem porte arbóreo (como mesofanerófitos) nunca são designadas por árvores, dado não exibirem crescimento secundário, como acontece com todas as monocotiledóneas. Algumas espécies assumem a forma de lianas. Algumas espécies formam rizomas, que em algumas espécies também podem ser bulbosos. Geralmente contêm seiva transparente. Alguns taxa são xerófitos.
As folhas apresentam filotaxia alterna ou espiral ou em duas linhas, geralmente dispostos em rosetas. As folhas apresentam bainha foliar, pecíolo (apenas em alguns géneros) e lâmina foliar. A bainha da folha é aberta. A lâmina foliar é simples, com nervação paralela, com margem lisa, em geral graminoides, podendo ser estreitas a largas.
As flores agrupam-se em inflorescências terminais cimosas com brácteas, ramificadas, maioritariamente compostas por racemos, mas também por espigas ou panículas. As flores são hermafroditas, trímeras, pedunculadas, relativamente pequenas, com simetria radial (actinomorfas). O perianto apresenta dois verticilos com três tépalas cada, na maior parte dos casos com a mesma morfologia em ambos os verticilos, fundidas numa estrutura tubular na base. Quando livres, as tépalas do verticilo interno são geralmente franjados. As tépalas do verticilo externo são esverdeadas ou da mesma cor que as do verticilo interno. As brácteas do verticilo interno podem ser esverdeadas a brancas, rosadas a acastanhadas ou azuis. As flores apresentam seis estames, geralmente fundidos com o tubo do perianto. Os três carpelos fundem-se para formar um ovário sincárpico súpero. O estilete termina num estigma capiforme a trilobado. As flores apresentam nectários septais.
Os frutos são cápsulas ou bagas, contendo apenas algumas sementes em cada um dos três lóculos. As brácteas são persistentes permanecendo aderentes aos frutos. As sementes, que frequentemente são negras devido à presença de fitomelanos (mas não no género Lomandra), são redondas ou angulares com superfície mais ou menos lisa.
Estas plantas contêm nos seus tecidos saponinas esteróides e naftoquinonas.
Os cromossomas medem de 0,6 a 2,4 µm de comprimento. O número cromossómico básico é muito variável, com espécies com n = 3, 4, 6, 7–9, 11, 19.
Distribuição
A subfamília apresenta uma distribuição natural centrada na Austrália e ilhas vizinhas, com centro de diversidade no sueste da Austrália. Ocorrem também taxa em Madagáscar, Índia e América do Sul, o que lhe confere uma distribuição caracterizada por uma área disjunta associada a áreas do antigo super-continente Gondwana.
Usos
Algumas espécies, e especialmente cultivares e variedades especificamente desenvolvidas, são usadas como ornamentais para parques e jardins em áreas livres de geada e como plantas de interior.
As espécies Cordyline australis e Cordyline indivisa são usados de múltiplas formas, já que o rizoma é consumido cozido e partes do tronco também podem ser comidas secas e cozidas. Estas plantas são ricas em frutose, o que permite a sua utilização como edulcorante em papas ou em bebidas. Os frutos também são doces e comestíveis. Os rebentos novos substituem o repolho em aplicações culinárias. A folhagem têm sido relatada como alimento, embora seja demasiado rica em fibras. Embora contenham saponinas em abundância, a sua extracção não parece ser economicamente atractiva. As fibras fortes das folhas e caules podem ser usadas para fazer papel, cestos, roupas e cordas particularmente duráveis. A partir da tira vermelha existente na nervura central da folha é possível extrair um corante.
O rizoma das espécies do género Thysanotus podem ser consumidas cruas ou cozinhadas. A espécie Lomandra longifolia tem também diversas utilizações.
Os maori usavam Arthropodium cirratum, espécies conhecida pelo nome comum de rengarenga, como planta alimentícia e fonte de especiarias, razões porque era cultivada. Os rizomas desta planta eram cozidos e comidos frios ou quentes. Os rizomas também permitem a obtenção de amidos. A espécie também era usada na medicina popular.

## Filogenia e sistemática

### Filogenia
A árvore filogenética das Asparagales 'nucleares', incluindo aquelas famílias que foram reduzidas ao estatuto de subfamílias, é a que se mostra abaixo. O grupo inclui as duas maiores famílias da ordem, isto é, aqueles com maior número de espécies, as Amaryllidaceae e as Asparagaceae. Nesta circunscrição taxonómica a família Amaryllidaceae é o grupo irmão da família Asparagaceae. Na presente circunscrição taxonómica da família Asparagaceae, a subfamília Lomandroideae constitui o grupo irmão do clado formado pelas Asparagoideae (as antigas Asparagaceae sensu stricto) e as Nolinoideae (as antigas Ruscaceae).
|  | Agapanthoideae (= Agapanthaceae)                                                                          |
|  | |
|  | \| \| Allioideae (= Alliaceae s.s.) \| \| \| \| \| \| Amaryllidoideae (= Amaryllidaceae s.s.) \| \| \| \| |
|  | |
|  | Allioideae (= Alliaceae s.s.)                                                                             |
|  | |
|  | Amaryllidoideae (= Amaryllidaceae s.s.)                                                                   |
|  | |

|  | Allioideae (= Alliaceae s.s.)           |
|  |                                         |
|  | Amaryllidoideae (= Amaryllidaceae s.s.) |
|  |                                         |

|  | Aphyllanthoideae (= Aphyllanthaceae)                                                            |
|  |                                                                                                 |
|  | \| \| Brodiaeoideae (= Themidaceae) \| \| \| \| \| \| Scilloideae (= Hyacinthaceae) \| \| \| \| |
|  |                                                                                                 |
|  | Brodiaeoideae (= Themidaceae)                                                                   |
|  |                                                                                                 |
|  | Scilloideae (= Hyacinthaceae)                                                                   |
|  |                                                                                                 |

|  | Brodiaeoideae (= Themidaceae) |
|  |                               |
|  | Scilloideae (= Hyacinthaceae) |
|  |                               |

|  | Aphyllanthoideae (= Aphyllanthaceae)                                                            |
|  |                                                                                                 |
|  | \| \| Brodiaeoideae (= Themidaceae) \| \| \| \| \| \| Scilloideae (= Hyacinthaceae) \| \| \| \| |
|  |                                                                                                 |
|  | Brodiaeoideae (= Themidaceae)                                                                   |
|  |                                                                                                 |
|  | Scilloideae (= Hyacinthaceae)                                                                   |
|  |                                                                                                 |

|  | Brodiaeoideae (= Themidaceae) |
|  |                               |
|  | Scilloideae (= Hyacinthaceae) |
|  |                               |

|  | Lomandroideae (= Laxmanniaceae)                                                                   |
|  |                                                                                                   |
|  | \| \| Asparagoideae (= Asparagaceae s.s.) \| \| \| \| \| \| Nolinoideae (= Ruscaceae) \| \| \| \| |
|  |                                                                                                   |
|  | Asparagoideae (= Asparagaceae s.s.)                                                               |
|  |                                                                                                   |
|  | Nolinoideae (= Ruscaceae)                                                                         |
|  |                                                                                                   |

|  | Asparagoideae (= Asparagaceae s.s.) |
|  |                                     |
|  | Nolinoideae (= Ruscaceae)           |
|  |                                     |

|  | Aphyllanthoideae (= Aphyllanthaceae)                                                            |
|  |                                                                                                 |
|  | \| \| Brodiaeoideae (= Themidaceae) \| \| \| \| \| \| Scilloideae (= Hyacinthaceae) \| \| \| \| |
|  |                                                                                                 |
|  | Brodiaeoideae (= Themidaceae)                                                                   |
|  |                                                                                                 |
|  | Scilloideae (= Hyacinthaceae)                                                                   |
|  |                                                                                                 |

|  | Brodiaeoideae (= Themidaceae) |
|  |                               |
|  | Scilloideae (= Hyacinthaceae) |
|  |                               |

|  | Aphyllanthoideae (= Aphyllanthaceae)                                                            |
|  |                                                                                                 |
|  | \| \| Brodiaeoideae (= Themidaceae) \| \| \| \| \| \| Scilloideae (= Hyacinthaceae) \| \| \| \| |
|  |                                                                                                 |
|  | Brodiaeoideae (= Themidaceae)                                                                   |
|  |                                                                                                 |
|  | Scilloideae (= Hyacinthaceae)                                                                   |
|  |                                                                                                 |

|  | Brodiaeoideae (= Themidaceae) |
|  |                               |
|  | Scilloideae (= Hyacinthaceae) |
|  |                               |

|  | Lomandroideae (= Laxmanniaceae)                                                                   |
|  |                                                                                                   |
|  | \| \| Asparagoideae (= Asparagaceae s.s.) \| \| \| \| \| \| Nolinoideae (= Ruscaceae) \| \| \| \| |
|  |                                                                                                   |
|  | Asparagoideae (= Asparagaceae s.s.)                                                               |
|  |                                                                                                   |
|  | Nolinoideae (= Ruscaceae)                                                                         |
|  |                                                                                                   |

|  | Asparagoideae (= Asparagaceae s.s.) |
|  |                                     |
|  | Nolinoideae (= Ruscaceae)           |
|  |                                     |

|  | Agapanthoideae (= Agapanthaceae)                                                                          |
|  | |
|  | \| \| Allioideae (= Alliaceae s.s.) \| \| \| \| \| \| Amaryllidoideae (= Amaryllidaceae s.s.) \| \| \| \| |
|  | |
|  | Allioideae (= Alliaceae s.s.)                                                                             |
|  | |
|  | Amaryllidoideae (= Amaryllidaceae s.s.)                                                                   |
|  | |

|  | Allioideae (= Alliaceae s.s.)           |
|  |                                         |
|  | Amaryllidoideae (= Amaryllidaceae s.s.) |
|  |                                         |

|  | Aphyllanthoideae (= Aphyllanthaceae)                                                            |
|  |                                                                                                 |
|  | \| \| Brodiaeoideae (= Themidaceae) \| \| \| \| \| \| Scilloideae (= Hyacinthaceae) \| \| \| \| |
|  |                                                                                                 |
|  | Brodiaeoideae (= Themidaceae)                                                                   |
|  |                                                                                                 |
|  | Scilloideae (= Hyacinthaceae)                                                                   |
|  |                                                                                                 |

|  | Brodiaeoideae (= Themidaceae) |
|  |                               |
|  | Scilloideae (= Hyacinthaceae) |
|  |                               |

|  | Aphyllanthoideae (= Aphyllanthaceae)                                                            |
|  |                                                                                                 |
|  | \| \| Brodiaeoideae (= Themidaceae) \| \| \| \| \| \| Scilloideae (= Hyacinthaceae) \| \| \| \| |
|  |                                                                                                 |
|  | Brodiaeoideae (= Themidaceae)                                                                   |
|  |                                                                                                 |
|  | Scilloideae (= Hyacinthaceae)                                                                   |
|  |                                                                                                 |

|  | Brodiaeoideae (= Themidaceae) |
|  |                               |
|  | Scilloideae (= Hyacinthaceae) |
|  |                               |

|  | Lomandroideae (= Laxmanniaceae)                                                                   |
|  |                                                                                                   |
|  | \| \| Asparagoideae (= Asparagaceae s.s.) \| \| \| \| \| \| Nolinoideae (= Ruscaceae) \| \| \| \| |
|  |                                                                                                   |
|  | Asparagoideae (= Asparagaceae s.s.)                                                               |
|  |                                                                                                   |
|  | Nolinoideae (= Ruscaceae)                                                                         |
|  |                                                                                                   |

|  | Asparagoideae (= Asparagaceae s.s.) |
|  |                                     |
|  | Nolinoideae (= Ruscaceae)           |
|  |                                     |

|  | Aphyllanthoideae (= Aphyllanthaceae)                                                            |
|  |                                                                                                 |
|  | \| \| Brodiaeoideae (= Themidaceae) \| \| \| \| \| \| Scilloideae (= Hyacinthaceae) \| \| \| \| |
|  |                                                                                                 |
|  | Brodiaeoideae (= Themidaceae)                                                                   |
|  |                                                                                                 |
|  | Scilloideae (= Hyacinthaceae)                                                                   |
|  |                                                                                                 |

|  | Brodiaeoideae (= Themidaceae) |
|  |                               |
|  | Scilloideae (= Hyacinthaceae) |
|  |                               |

|  | Aphyllanthoideae (= Aphyllanthaceae)                                                            |
|  |                                                                                                 |
|  | \| \| Brodiaeoideae (= Themidaceae) \| \| \| \| \| \| Scilloideae (= Hyacinthaceae) \| \| \| \| |
|  |                                                                                                 |
|  | Brodiaeoideae (= Themidaceae)                                                                   |
|  |                                                                                                 |
|  | Scilloideae (= Hyacinthaceae)                                                                   |
|  |                                                                                                 |

|  | Brodiaeoideae (= Themidaceae) |
|  |                               |
|  | Scilloideae (= Hyacinthaceae) |
|  |                               |

|  | Lomandroideae (= Laxmanniaceae)                                                                   |
|  |                                                                                                   |
|  | \| \| Asparagoideae (= Asparagaceae s.s.) \| \| \| \| \| \| Nolinoideae (= Ruscaceae) \| \| \| \| |
|  |                                                                                                   |
|  | Asparagoideae (= Asparagaceae s.s.)                                                               |
|  |                                                                                                   |
|  | Nolinoideae (= Ruscaceae)                                                                         |
|  |                                                                                                   |

|  | Asparagoideae (= Asparagaceae s.s.) |
|  |                                     |
|  | Nolinoideae (= Ruscaceae)           |
|  |                                     |

### Sistemática

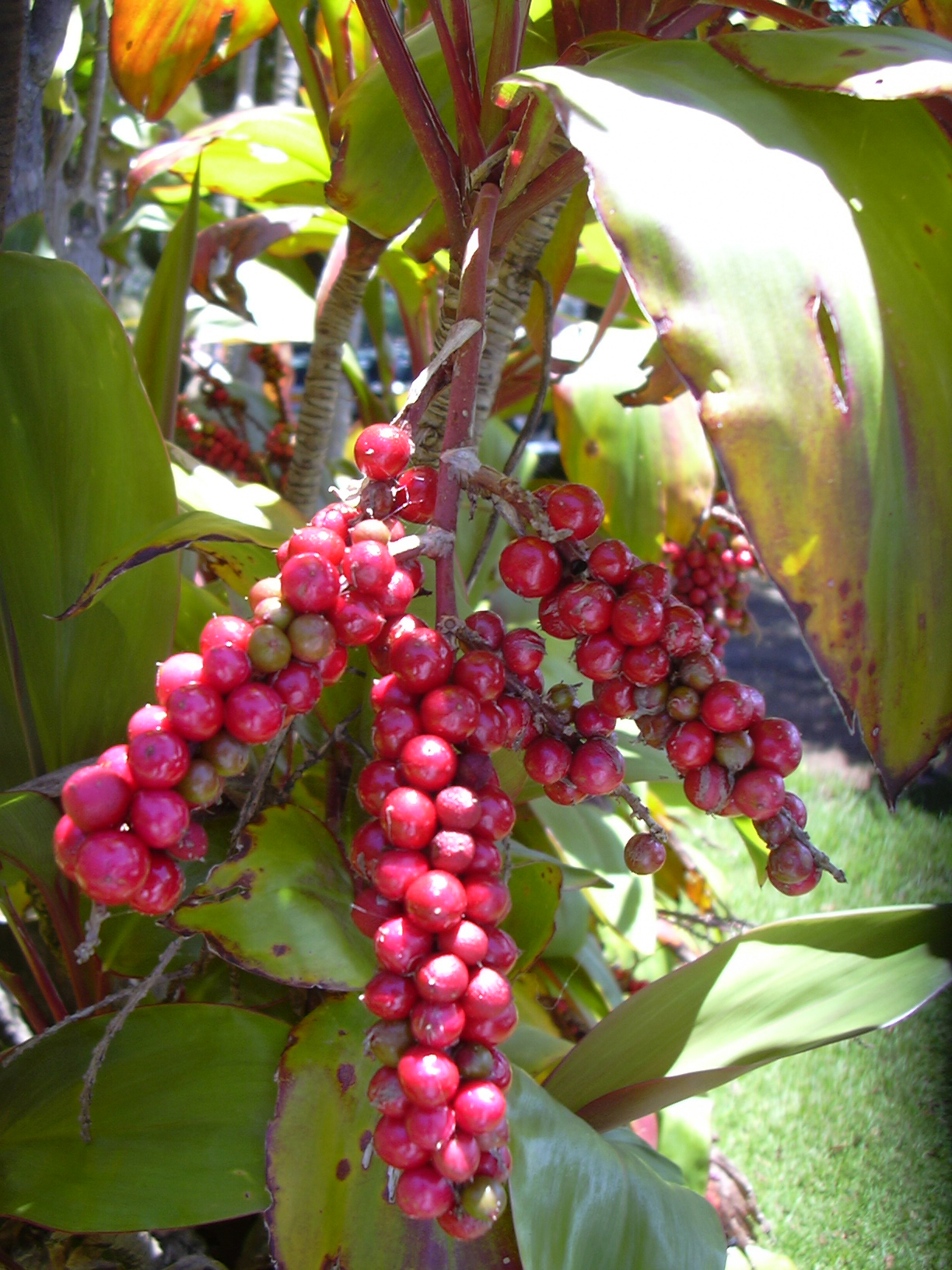
Infrutescência de Cordyline fruticosa.

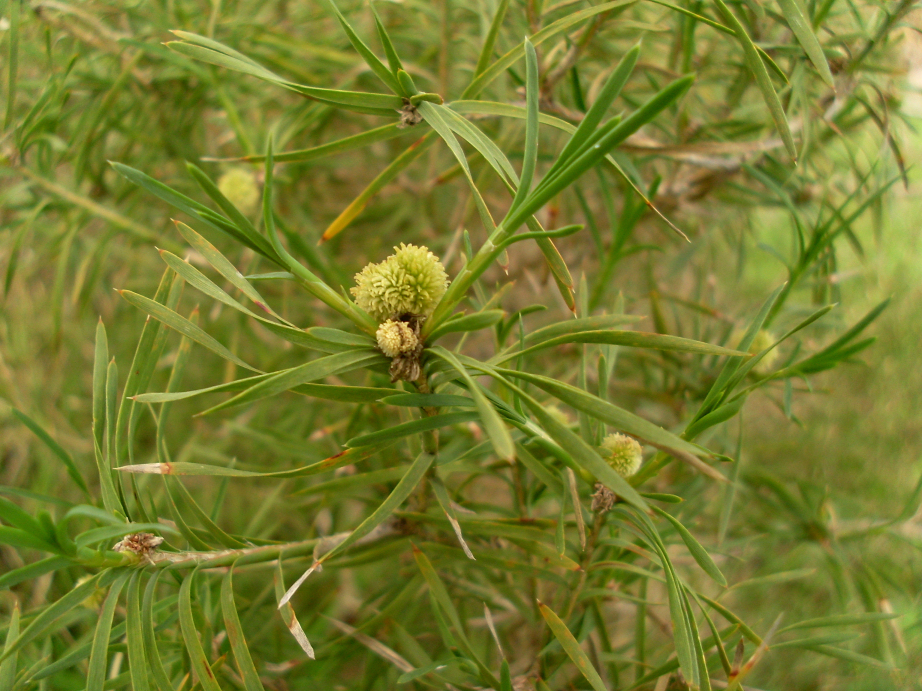
Acanthocarpus preissii.

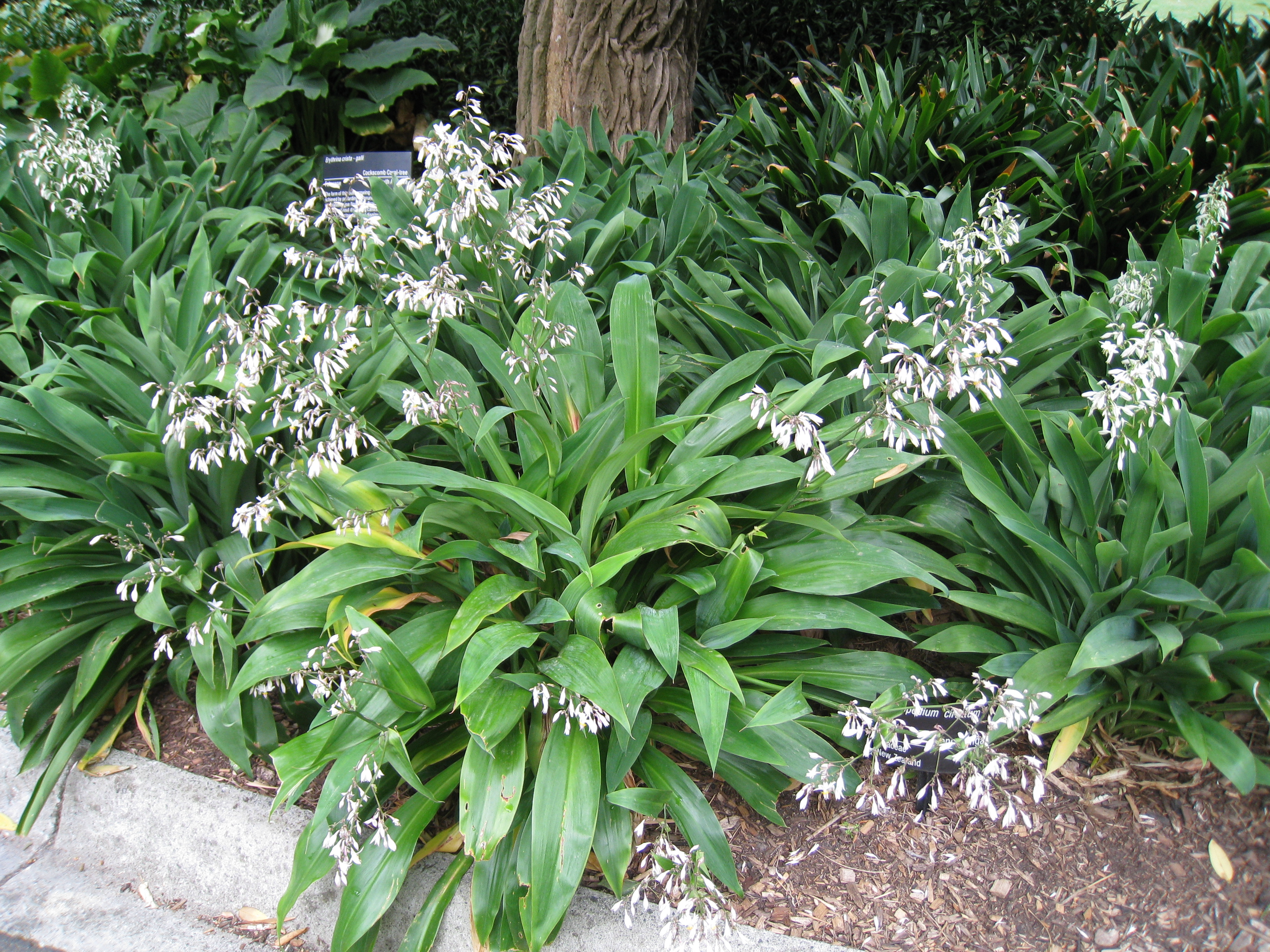
Hábito e inflorescência de Arthropodium cirratum (com folhagem larga).

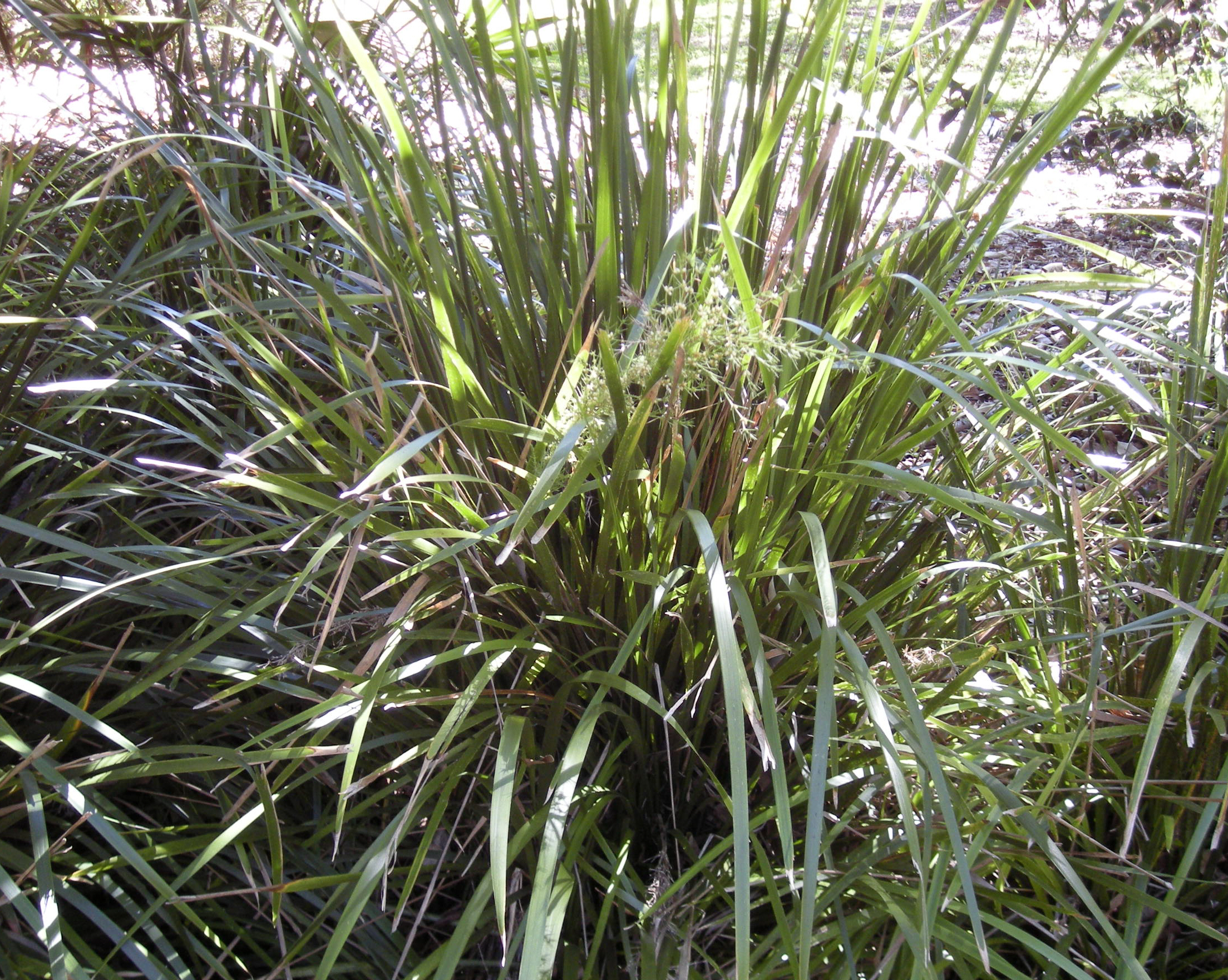
Hábito e inflorescência de Lomandra hystrix.

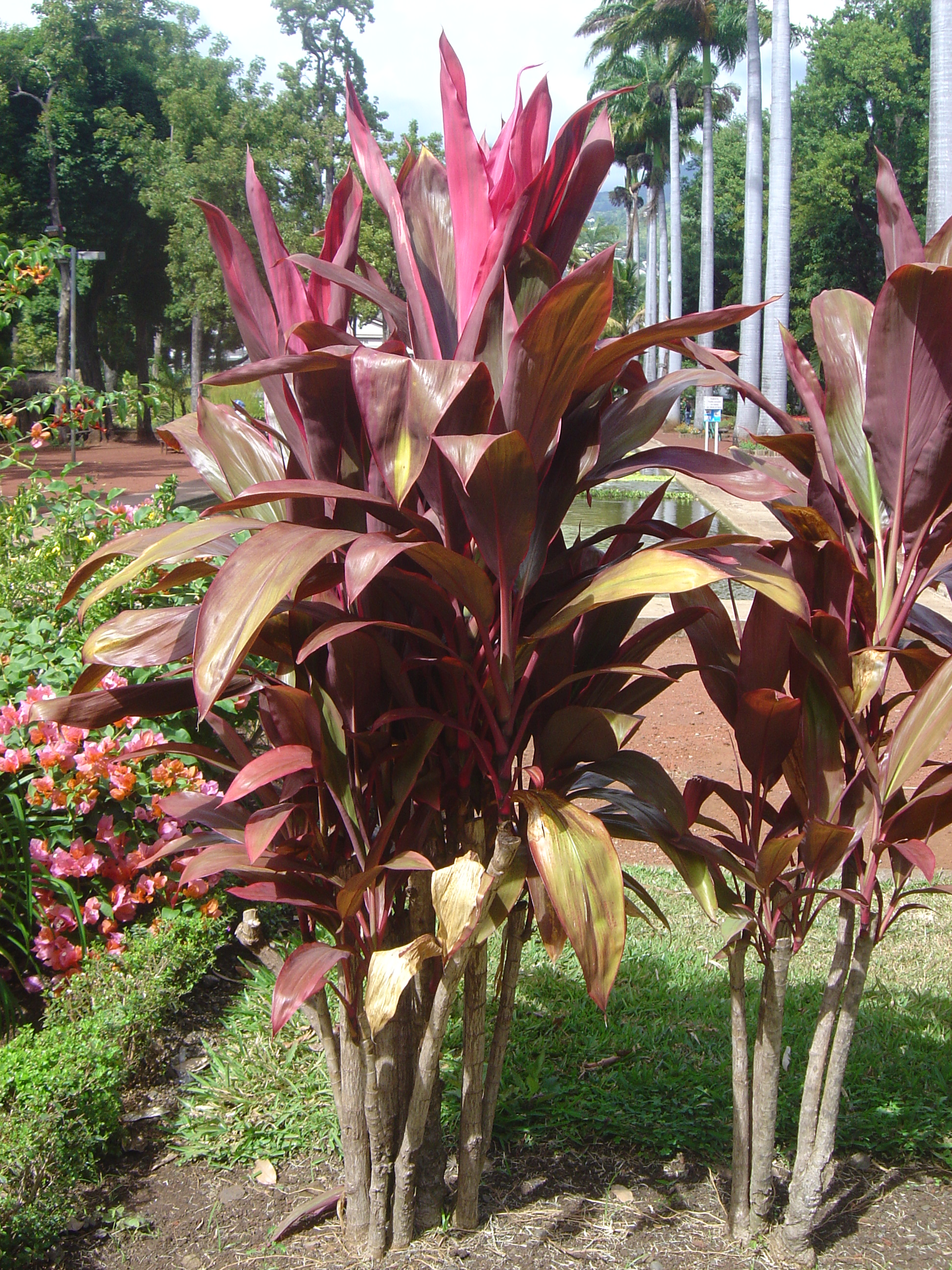
Cultivar de Cordyline fruticosa, uma das formas utilizadas como planta de interior.

A subfamília Lomandroideae agrupa um conjunto de monocotiledóneas da família Asparagaceae, da ordem Asparagales, agrupamento taxonómico que foi criado pelo sistema APG II e que continua reconhecido no sistema APG IV de 2016. O nome da subfamília é derivado do nome genérico do seu género tipo, Lomandra.  O agrupamento fora anteriormente tratado como a família Laxmanniaceae.. No sistema Kubitzki, é tratado como a família Lomandraceae Lotsy
No sistema APG III, situação que se mantém inalterada no sistema APG IV, de 2016, o agrupamento taxonómico foi integrado numa ordem Asparagales com circunscrição taxonómica alargada. Em consequência, as famílias que integram a ordem também tiveram a sua circunscrição profundamente alterada, com algumas delas a serem redefinidas ao nível taxonómico de subfamília. Entre essas famílias que foram reduzidas a subfamílias conta-se as Laxmanniaceae que passou a ser a subfamília Lomandroideae da família Asparagaceae sensu lato.
De acordo com o Código Internacional de Nomenclatura Botânica (ICBN; McNeill et al. 2006) os nomes da subfamílias não podem ser nomes conservados. Em consequência, o nome Lomandroideae, com base na tribo Lomandreae Engl., e o nome Laxmannioideae, baseado no nome da tribo Laxmannieae Engl., foram publicados em 2007 por Robert Folger Thorne e James Lauritz Reveal (em An Updated Classification of the Class Magnoliopsida (Angiospermae), in: The Botanical Review, 73 (2), 2007, pp. 67–181). Ambos os nomes das tribos constam da obra de Engler e Prantl intitulada Die Natürlichen Pflanzenfamilien... (vol. II, 5, 1887, 18). A primeira publicação do nome da antiga família Lomandraceae deve-se a Johannes Paulus Lotsy na obra Vorträge über botanische Stammesgeschichte (vol. 3, p. 761) em 1911. A primeira publicação da família Laxmanniaceae deve-se a Pietro Bubani, na obra Flora Pyrenaea per ordines naturales gradatim digesta (vol. 4, p. 111), mas apenas postumamente publicado em 1901 ou 1902 por Otto Penzig. As razões que levaram à escolha de Lomandroideae, e não Laxmannioideae, não são explicadas pelos autores do nome.
São sinónimos taxonómicos para Lomandroideae Thorne & Reveal os seguintes: Eustrephaceae Chupov, Lomandraceae Lotsy e Xerotaceae Hassk., nom. illeg. Os géneros presentemente incluídos na subfamília já foram atribuídos a Agavaceae, Anthericaceae, Asparagaceae, Asphodelaceae, Dasypogonaceae, Liliaceae e Xanthorrhoeaceae.
Na sua presente circunscrição, a subfamília consiste em 14-15 géneros, com 178-180 espécies, maioritariamente da Austrália, do Sueste Asiático, das Américas e das ilhas do Pacífico. O género mais conhecido é Cordyline, cultivado como planta ornamental. Os géneros e sua distribuição natural são os seguintes:
- Acanthocarpus Lehm. — com 7 espécies, nativas do oeste e noroeste da Austrália.[14]
- Arthropodium R.Br. (sin.: Dichopogon Kunth) — com 10 a 20 espécies, nativas do Hemisfério Sul, principalmente da Austrália, mas com 3 espécies na Nova Zelândia e mais algumas em Madagáscar e na Nova Caledónia.[14]
- Chamaescilla F.Muell. ex Benth. — com 4 espécies, apenas na Austrália.[14][15]
- Chamaexeros Benth. — com 4 espécies, apenas na Austrália.[16]
- Cordyline Comm. ex R.Br. (sin.: Charlwoodia Sweet, Cohnia Kunth, Taetsia Medik.) — muitas espécies que anteriormente estavam atribuídas a este género foram transferidas para o género Dracaena. Ainda assim, o género tem cerca de 20 espécies, principalmente da Papuásia até às ilhas do Pacífico Ocidental, das ilhas Mascarenhas e da Bolívia até ao sul da América do Sul.[14] Estas plantas formam nódulos de armazenamento em forma de longos rizomas nas raízes. Algumas espécies e variedades são ornamentais.
- Eustrephus R.Br. — com apenas uma espécie:
  - Eustrephus latifolius R.Br. ex Ker Gawl. — uma liana perene nativa do arquipélago indonésio, das ilhas do Pacífico e do leste da Austrália.[17]
- Laxmannia R.Br. — com 8 espécies, nativas da Austrália, especialmente da região ocidental.
- Lomandra Labill. (sin.: Xerotes R.Br.) — com cerca de 50 espécies, nativas da Austrália, Nova Guiné e Nova Caledónia.
- Murchisonia Brittan — com apenas 2 espécies, nativas da Austrália. Muitos autores incluem este género em Thysanotus R.Br..[14]
- Romnalda P.F.Stevens —com 4 espécies, nativa da Nova Guiné e de Queensland (Austrália).[14]
- Sowerbaea Sm. — com 5 espécies, nativas da Austrália.[18]
- Thysanotus R.Br. — com cerca de 53 espécies, nativas principalmente da região oeste da Austrália. Uma das espécies (Thysanotus banksii) tem distribuição que se estende até à Papua-Nova Guiné; outra espécie (Thysanotus chinensis) distribui-se da Austrália via Papua Nova Guiné até à Tailândia, Vietname, Taiwan, China e Filipinas.[19]
- Trichopetalum Lindl. (sin.: Bottionea Colla)  — planta herbácea que produz rizomas. Até 2003 era um género monotípico, mas foi descrita uma nova espécie:
  - Trichopetalum plumosum (Ruiz & Pav.) J.F.Macbr. — endemismo do centro do Chile.
  - Trichopetalum chosmalensis Guagl. & Belgrano — endemismo da Patagónia (Argentina); a espécie foi descrita em 2003.
- Xerolirion A.S. George — com apenas uma espécie:
  - Xerolirion divaricata A.S. George — nativa do sudoeste da Austrália.[14]

### Géneros
Na sua presente circunscrição taxonómica a subfamília Lomandroideae inclui os seguintes géneros:
- Acanthocarpus Lehm.
- Arthropodium R.Br.
- Chamaescilla F.Muell. ex Benth.
- Chamaexeros Benth.
- Cordyline Comm. ex R.Br.  (incluindo Cohnia Kunth)
- Dichopogon Kunth (pode ser incluído em Arthropodium)
- Eustrephus R.Br.
- Laxmannia R.Br. (incluindo Bartlingia F. Mueller)
- Lomandra Labill. (incluindo Xerotes R. Brown; 50 spp.)
- Murchisonia Brittan
- Romnalda P.F.Stevens
- Sowerbaea Sm.
- Thysanotus R.Br. (50 spp.)
- Trichopetalum Lindl. (incluindo Bottinaea Colla)
- Xerolirion A.S.George

O género Baxteria, que em tempos integrou esta subfamília, foi transferido para a família Dasypogonaceae.